# Drosera macrantha
Drosera macrantha este o specie de plante carnivore din genul Drosera, familia Droseraceae, ordinul Caryophyllales, descrisă de Stephan Ladislaus Endlicher.
Este endemică în:
- Ashmore-Cartier Is..
- Western Australia.

Conform Catalogue of Life specia Drosera macrantha nu are subspecii cunoscute.

## Galerie

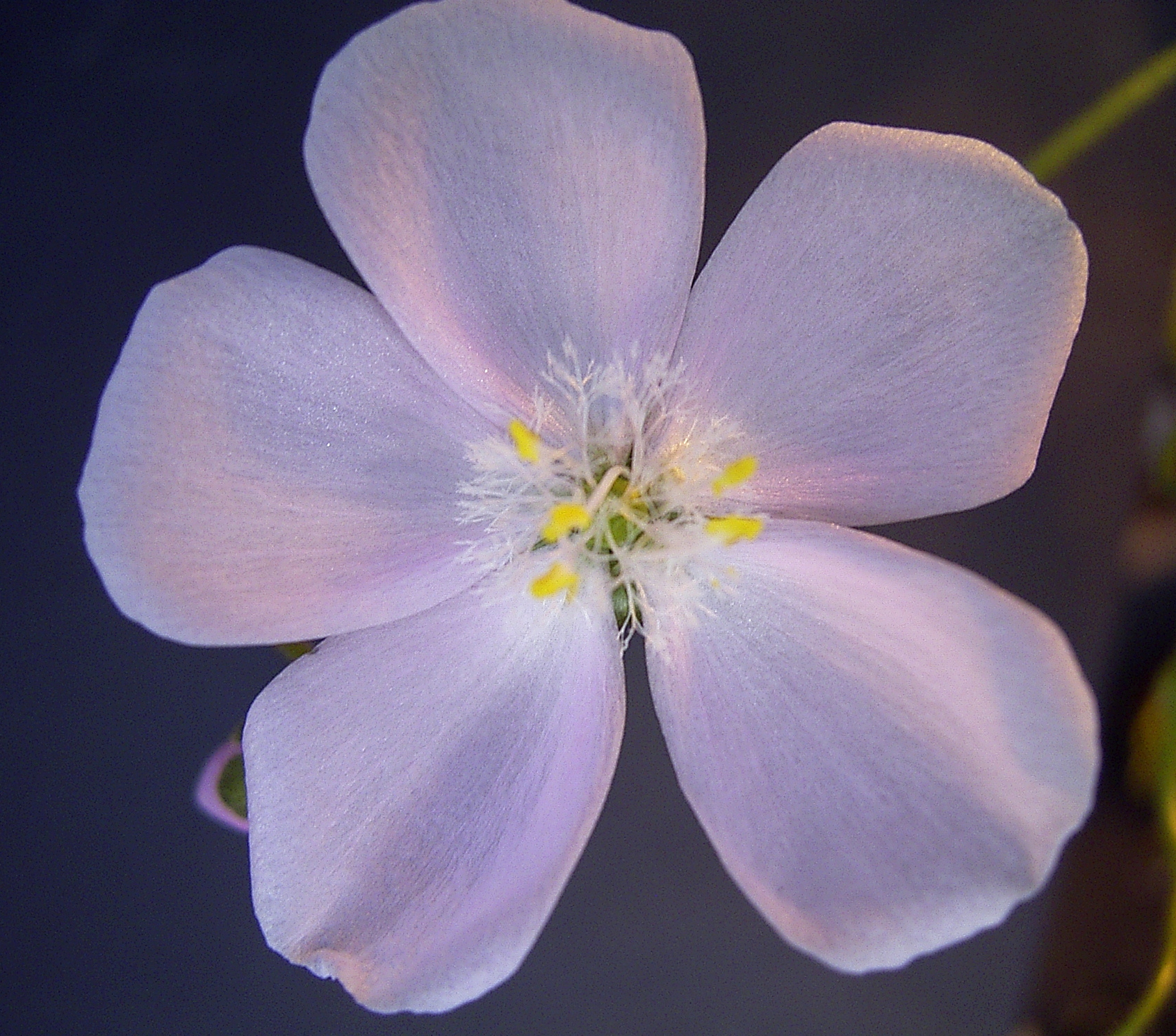
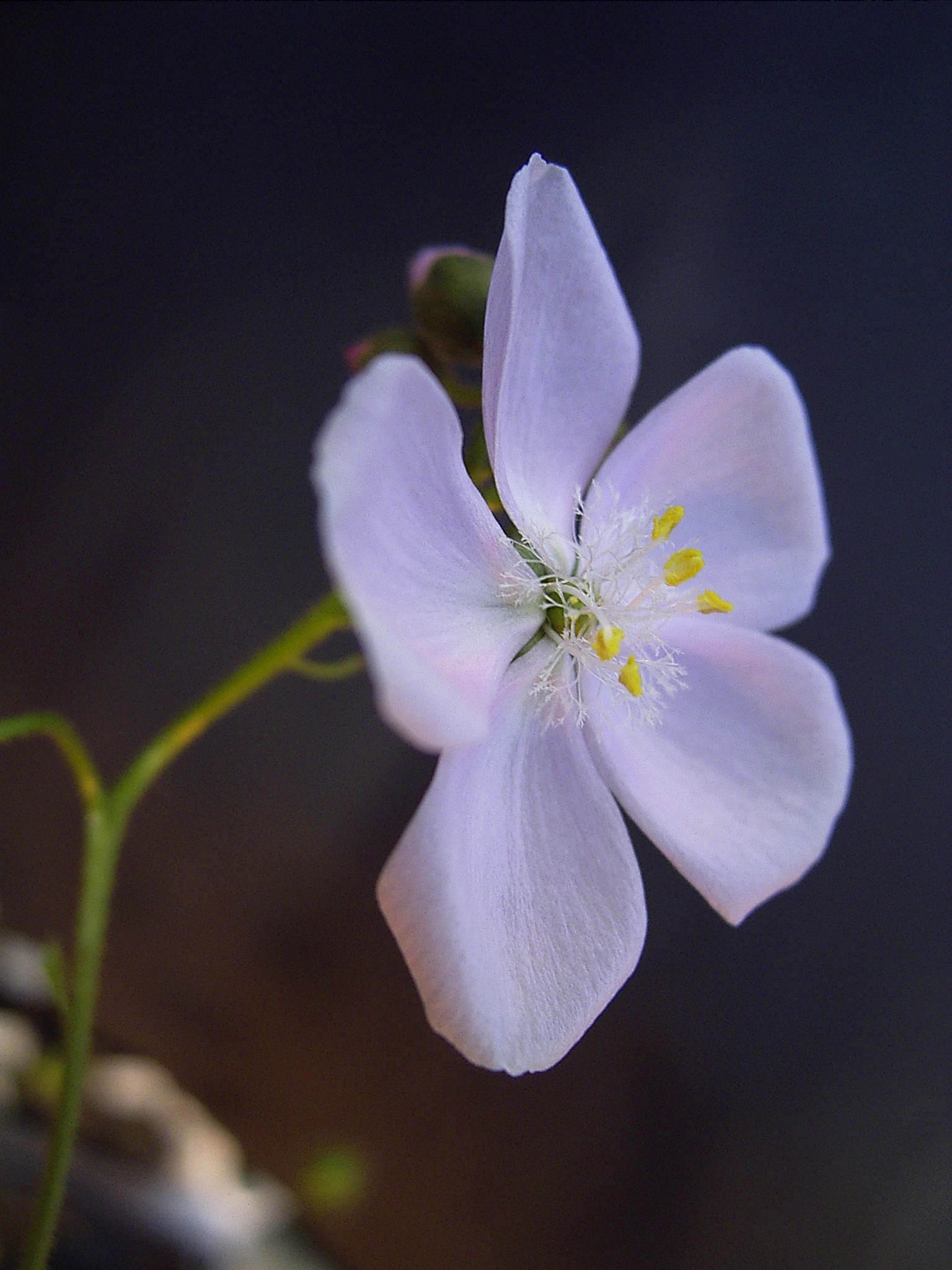
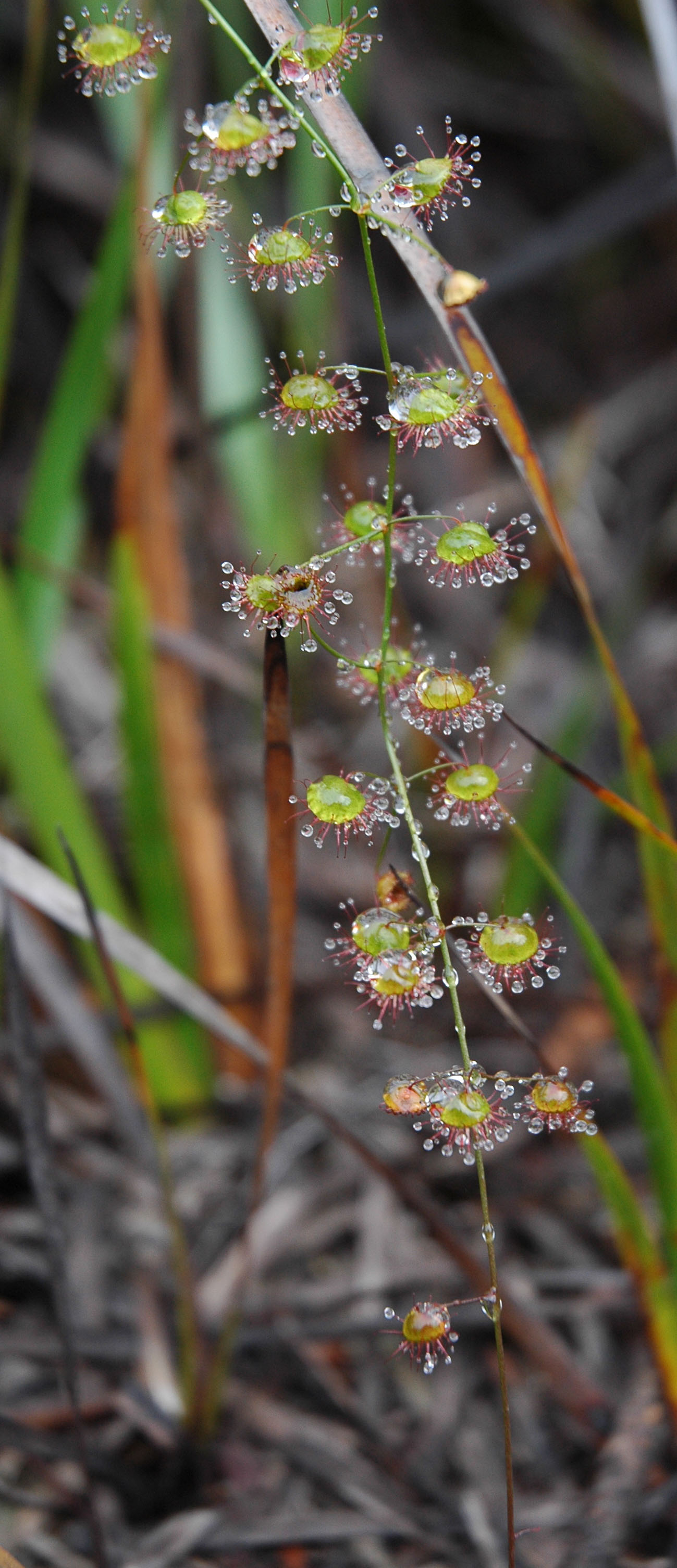
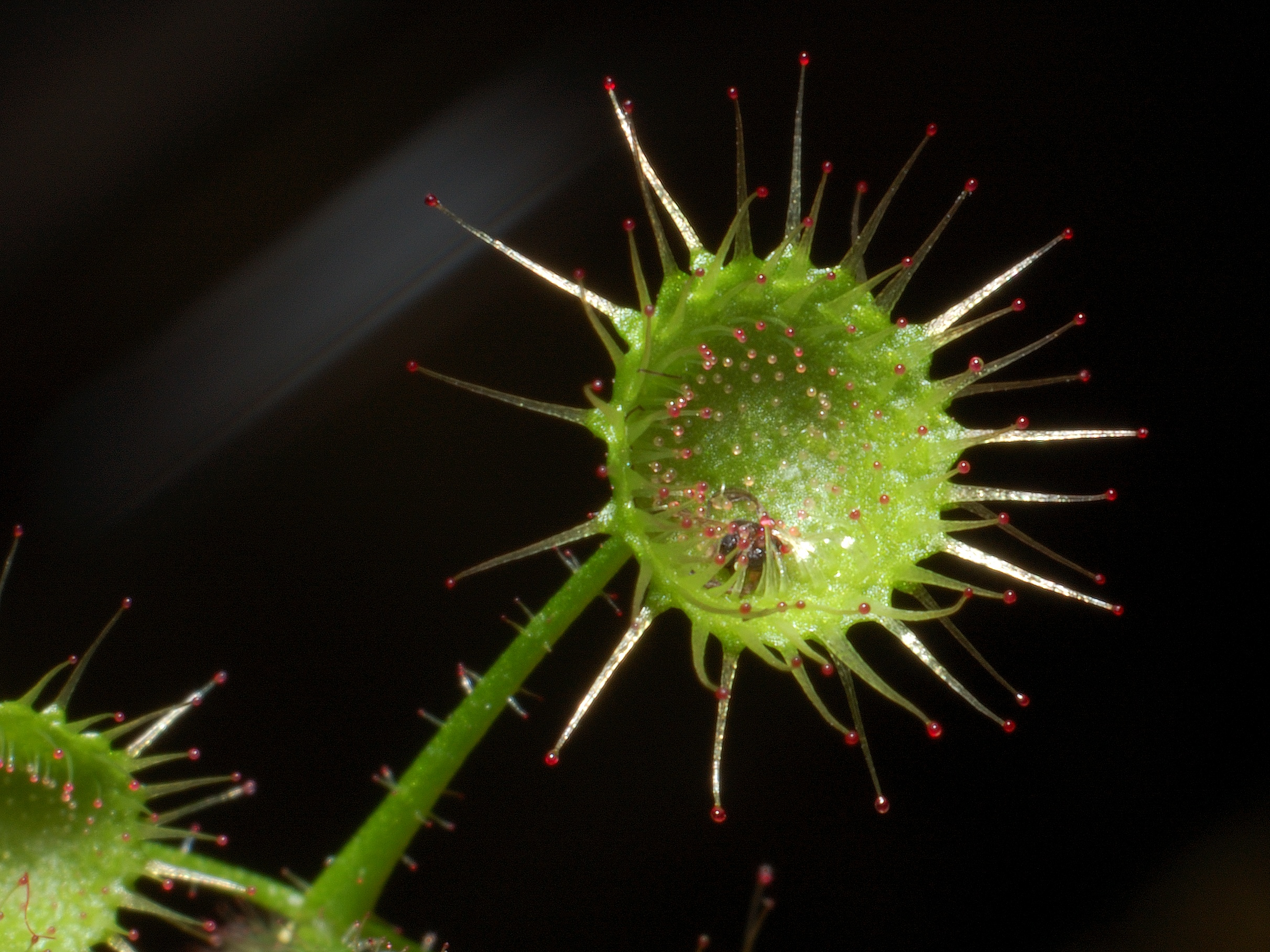
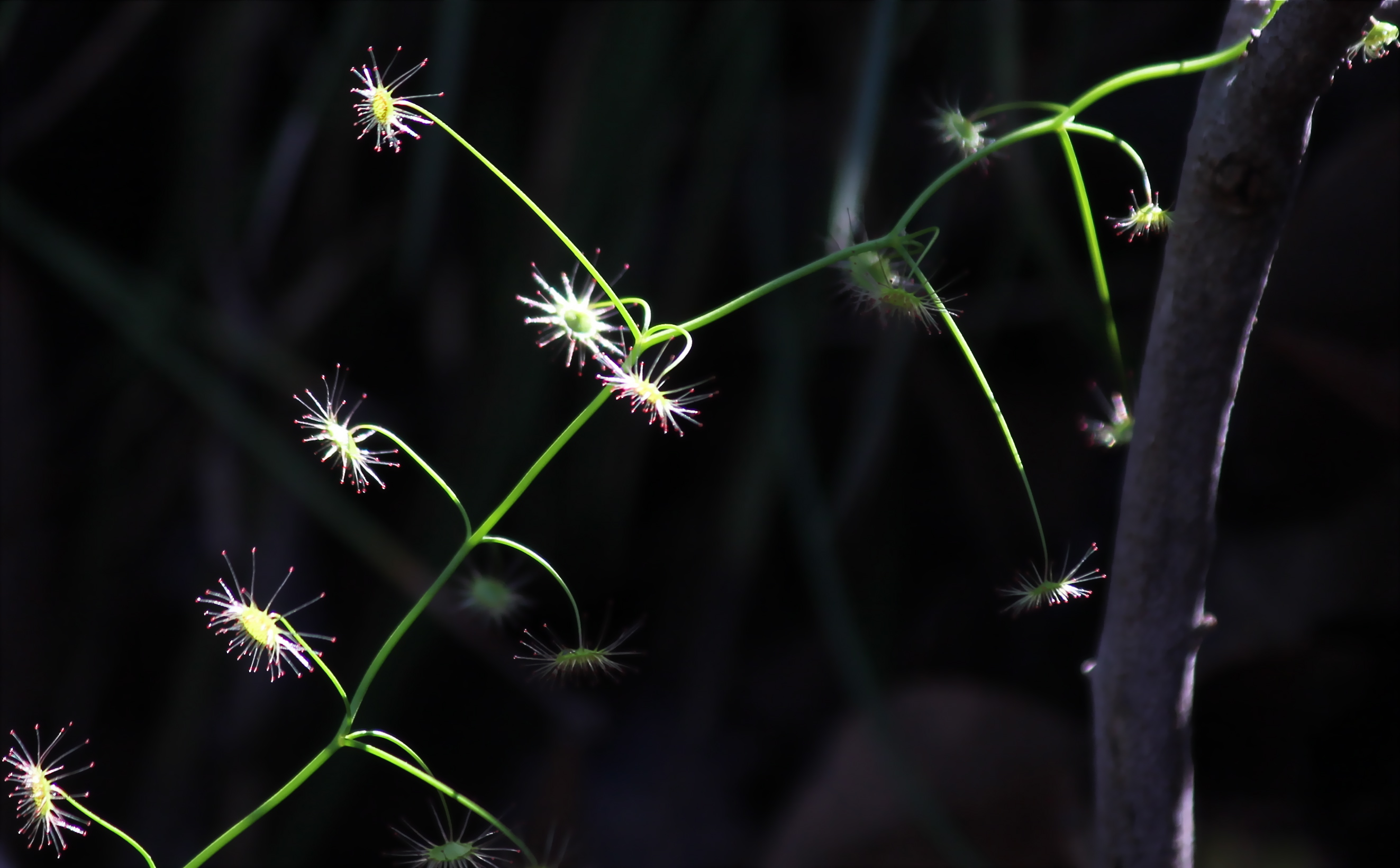